# 브라운 래칫

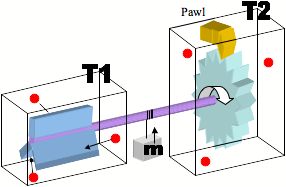
브라운 래칫의 개요도

열역학 및 통계 물리학의 철학에서 브라운 래칫 또는 파인만-스몰루코프스키 래칫은 제2종 영구기관처럼 보이는 장치(열 에너지를 기계적 일로 변환하는 장치)로, 1912년 폴란드 물리학자 마리안 스몰루호프스키에 의해 사고 실험으로 처음 분석되었다. 이 개념은 미국의 노벨상 수상 물리학자인 리처드 파인만이 1962년 5월 11일 캘리포니아 공과대학에서 열린 물리학 강의에서, 그리고 1964년 코넬 대학 에서 열린 메신저 강의 시리즈 물리 법칙의 특성 및 저서 파인만의 물리학 강의에서 열역학 법칙을 설명하기 위한 사례로 소개하면서 널리 알려졌다. 작은 패들 휠(Paddle wheel) 과 래칫 으로 구성된 이 단순한 장치는, 열적 평형 상태에 있는 계(system)의 무작위 변동(열적 변동)에서 기계적 일을 추출할 수 있는 맥스웰의 도깨비의 사례처럼 보이며, 이는 열역학 제2법칙을 위반하는 것처럼 보인다. 하지만 이는 파인만과 다른 연구자들이 자세한 분석을 실시한 결과로, 실제로는 불가능하다는 것을 알 수 있었다.

## 작동 원리
이 장치는 래칫(ratchet)이라는 기어로 구성되어 있는데, 이 기어는 한 방향으로는 자유롭게 회전할 수 있지만, 반대 방향으로는 폴(pawl)이라는 멈춤쇠 장치에 의해 회전이 막힌다. 이 래칫은 축을 통해 패들 휠에 연결되어 있으며, 이 패들 휠은 온도 {\displaystyle T_{1}}의 분자들로 구성된 유체 속에 있다. 이러한 분자들은 온도에 따른 평균 운동 에너지를 가지며 브라운 운동을 하게 되는데, 이러한 운동은 열원과 같은 작용을 하게 된다. 이 장치는 단일 분자가 충돌하는 충격으로도 패들을 회전시킬 수 있을 만큼 충분히 작다고 생각한다. 이와 같은 충돌로 인해 막대는 모든 방향에 대해 힘을 받게 되지만, 폴은 래칫이 한 방향으로만 회전하도록 만든다. 그러한 많은 무작위 충돌로 인하여 래칫은 그 방향으로 계속 회전하는 것처럼 보일 것이다. 그러면 래칫의 움직임은 다른 계(system)에서 일을 수행하는데 사용이 될 수 있다. 이 일을 하는데 필요한 에너지는 열의 흐름(온도 차) 없이 열원으로부터 공급되는 것처럼 보인다. 즉, 이 운동은 유체의 온도에서 에너지를 빨아들이는 셈이다. 만약 그런 기계가 실제로 작동한다면, 그 작동은 열역학 제2법칙을 어기게 된다. 열역학 제2법칙의 하나의 표현은 다음과 같이 말한다. "단 하나의 열원에서 에너지를 받아 외부에 일을 해내는 장치는 존재할 수 없다." 즉, 열원이 장치의 유체 밖에 존재하지 않기 때문에 브라운 래칫이 작동한다면 열역학 제2법칙을 어기게 된다는 것이다.

## 왜 실제로 존재할 수 없는가
겉보기에는 브라운 래칫이 분자들의 브라운 운동으로부터 유용한 일을 해낼 수 있는 것처럼 보인다. 그러나 파인만은 장치 전체가 동일한 온도일 경우 래칫이 한 방향으로 회전하지 않고 그저 앞뒤로 움직이게 되며, 아무런 유용한 일을 하지 못한다는 것을 증명했다. 그 이유는 폴(pawl)이 패들과 같은 온도에 있기 때문에, 폴 역시 브라운 운동을 하며 위 아래로 흔들리게 된다는 것이다. 이때 폴이 들려진 틈을 타서 래칫의 톱니가 뒤로 미끄러진다면, 결국 폴은 한 방향으로만 회전하도록 막는 장치로서의 기능을 제대로 수행하지 못하게 된다. 또 하나의 문제는 폴이 회전운동을 억제하도록 하는 톱니의 비스듬한 면에 얹혀 있을 경우 폴을 눌러주는 스프링이 옆으로 미는 힘을 주게 된다. 따라서 이 힘이 오히려 래칫을 거꾸로 회전하게 만드는 작용을 하게 되는 것이다. 파인만은 래칫과 폴의 온도가 패들의 온도와 같은 온도라면, 래칫이 앞으로 움직이는 만큼 폴이 미끄러져 뒤로 가는 일도 똑같은 비율로 발생한다고 설명한다. 따라서 충분히 긴 시간 동안 평균적인 움직임의 관점에서 보면 래칫은 아무 방향으로도 이동하지 않는다는 것을 증명하였다. 그리고 톱니의 모양에 관계없이 한 방향으로의 운동이 발생하지 않는다는 것은 Magnasco에 의해 간단하면서도 엄밀하게 증명되었다.
반면에, 래칫과 폴의 온도가 패들보다 낮은 온도에 있다면, 래칫은 실제로 한 방향으로 회전하며 유용한 일을 할 것이다. 이때는 두 열원 사이의 온도 차이에서 에너지를 얻고, 일부 폐열은 폴에 의해 온도가 낮은 열원으로 방출되어, 소형 열기관처럼 작동한다. 이는 열역학 제2법칙에 어긋나지 않는다. 반대로, 래칫과 파울의 온도가 패들보다 높은 온도에 있다면 회전 방향이 반대가 된다.
파인만의 래칫 모델은 이후 브라운 모터(Brownian motor)로 확장되었으며, 이들은 열잡음이 아니라, 화학 퍼텐셜이나 열역학적인 비평형을 이용해 유용한 일을 해내는 나노 머신의 발전으로 이어졌다. 이러한 장치들은 모두 열역학 법칙에 위배되지 않는다.
전기 회로에서의 다이오드는 전기적으로 한 방향의 전류만 흐르게 한다는 점에서 래칫과 폴에 대응되는 유사한 장치로, 같은 이유로 균일한 온도 조건에서는 열잡음을 이용해 유용한 에너지를 만들어낼 수 없다.
1. ↑  Feynman, Richard (1963). 《The Feynman Lectures on Physics, Vol. 1》. Addison-Wesley. Chapter 46. ISBN 978-0-201-02116-5.
2. ↑  Magnasco, Marcelo O. (1993). “Forced Thermal Ratchets”. 《Physical Review Letters》 71 (10): 1477–1481. Bibcode:1993PhRvL..71.1477M. doi:10.1103/PhysRevLett.71.1477. PMID 10054418.
3. ↑  
Magnasco, Marcelo O. (1994). “Molecular Combustion Motors”. 《Physical Review Letters》 72 (16): 2656–2659. Bibcode:1994PhRvL..72.2656M. doi:10.1103/PhysRevLett.72.2656. PMID 10055939.